# Gwendal Peizerat
Gwendal Peizerat (* 21. April 1972 in Bron, Rhône-Alpes) ist ein ehemaliger französischer Eiskunstläufer, der im Eistanz startete.

## Werdegang
Gwendal Peizerat ist der Sohn eines Funktionärs des französischen Eiskunstlaufbundes. Er begann, gemeinsam mit seiner zwei Jahre älteren Schwester, im Alter von vier Jahren mit dem Eiskunstlaufen. Mit dem Eistanzen begann er unter Anleitung von Murielle Boucher-Zazoui, die ihn bis zum Ende seiner Karriere trainierte.
Peizerats erste Partnerin war Marina Morel, mit der er bei der Juniorenweltmeisterschaft 1990 die Bronzemedaille und im darauffolgenden Jahr die Silbermedaille gewann.
Nachdem Morel 1992 ihre Laufbahn beendet hatte, entschied sich Peizerat für Marina Anissina als neue Eistanzpartnerin. Von der russischen Eistänzerin und Juniorenweltmeisterin hatte er kurz zuvor eine briefliche Anfrage bekommen, nachdem sie ihn auf Videoaufnahmen gesehen hatte.

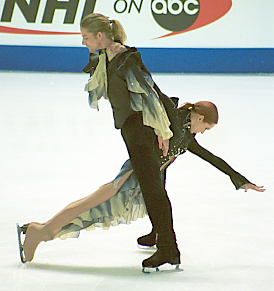
Anissina & Peizerat

Anissina und Peizerat starteten für den CSG Lyon und repräsentierten Frankreich. Sie drängte Peizerat, sich vollkommen auf das Eistanzen zu konzentrieren und seine Ausbildung, für die er die Hälfte seiner Zeit verwendet hatte, hintanzustellen. Ihr erstes gemeinsames Jahr verlief problematisch und mündete fast in die Beendigung der Zusammenarbeit. Muriel Boucher-Zazoui empfand das Zusammenspiel der beiden dennoch von Anfang an als vielversprechend. „Sie sind wie Feuer und Eis“, kommentierte sie.
1994 debütierten Anissina und Peizerat bei Welt- und Europameisterschaften. 1998 gewannen sie ihre ersten Medaillen. Bei der Europameisterschaft und den Olympischen Spielen gewannen sie die Bronzemedaille und bei der Weltmeisterschaft die Silbermedaille. Bis zu ihrem Karriereende 2002 erreichten sie stets das Podium. 1999 wurden sie Vize-Europameister und erneut Vize-Weltmeister hinter den Russen Anschelika Krylowa und Oleg Owsjannikow. Als diese ihre Karriere beendet hatten, wurden die Italiener Barbara Fusar-Poli und Maurizio Margaglio ihre ersten Herausforderer. Im Jahr 2000 verloren Anissina und Peizerat keinen Wettbewerb, an denen sie teilnahmen. Sie gewannen bei der Trophée Lalique und der NHK Trophy sowie beim Grand-Prix-Finale. In Wien wurden sie Europameister und in Nizza Weltmeister, stets vor den Italienern. Im darauffolgenden Jahr wendete sich das Blatt und die Franzosen mussten sich sowohl bei der Europameisterschaft wie auch der Weltmeisterschaft mit der Silbermedaille hinter Fusar-Poli und Margaglio begnügen. 2002 gelang Annisina und Peizerat mit dem Sieg bei der Europameisterschaft die Revanche. Bei den Olympischen Spielen in Salt Lake City gewannen Annisina und Peizerat als erstes französisches Eistanzpaar olympisches Gold. In der Kür lagen sie mit fünf zu vier Stimmen vor den Russen Irina Lobatschewa und Ilja Awerbuch.
Nach ihrem Olympiasieg traten Anissina und Peizerat vom Wettkampfsport zurück. Sie liefen zusammen in diversen Eisrevues und arbeiteten auch als Choreografen.
Peizerat ist außerdem Kommentator für den Sportsender Eurosport.
Er engagiert sich für die Sozialistische Partei Frankreichs.

## Ergebnisse

### Eistanz
(mit Marina Anissina)
| Wettbewerb / Jahr              | 1994  | 1995  | 1996  | 1997  | 1998  | 1999  | 2000  | 2001  | 2002  |
| ------------------------------ | ----- | ----- | ----- | ----- | ----- | ----- | ----- | ----- | ----- |
| Olympische Winterspiele        |       |       |       |       | 3.    |       |       |       | 1.    |
| Weltmeisterschaften            | 10.   | 6.    | 4.    | 5.    | 2.    | 2.    | 1.    | 2.    |       |
| Europameisterschaften          | 12.   | 5.    | 4.    | 4.    | 3.    | 2.    | 1.    | 2.    | 1.    |
| Französische Meisterschaften   | 2.    | 2.    | 1.    | 1.    | 1.    | 1.    | 1.    | 1.    |       |
| –                              |       |       |       |       |       |       |       |       |       |
| Grand-Prix-Wettbewerb / Saison | 93/94 | 94/95 | 95/96 | 96/97 | 97/98 | 98/99 | 99/00 | 00/01 | 01/02 |
| Grand-Prix-Finale              |       |       |       | 3.    | 3.    | 2.    | 1.    |       | 2.    |
| Skate America                  |       | 2.    |       |       |       | 1.    |       |       |       |
| Skate Canada                   |       |       | 2.    | 2.    |       |       |       | 1.    |       |
| Trophée Lalique                | 3.    | 1.    | 2.    | 1.    | 2.    | 1.    | 1.    | 1.    | 1.    |
| Sparkassen Cup                 |       | 1.    |       |       | 2.    |       |       |       |       |
| NHK Trophy                     | 5.    | 3.    | 1.    | 2.    |       | 1.    | 1.    | 1.    | 1.    |

(mit Marina Morel)
| Wettbewerb / Jahr           | 1989 | 1990 | 1991 | 1992 |
| --------------------------- | ---- | ---- | ---- | ---- |
| Europameisterschaften       |      |      |      | 12.  |
| Juniorenweltmeisterschaften | 3.   |      | 2.   |      |

## Auszeichnungen
- 1998: Chevalier de l'Ordre National du mérite
- 2003: Chevalier de la Légion d'Honneur